# Filotes (músic)
Filotes (en llatí Philotas, en grec antic Φιλωτας) va ser un músic i poeta ditiràmbic atenenc que va viure al segle v aC. Era deixeble de Filoxen de Citera.
Només és conegut perquè una vegada va obtenir una victòria sobre el seu contemporani Timoteu de Milet. El va renyar de manera aguda i enginyosa Estratònic d'Atenes, perquè presumia excessivament d'aquella victòria, segons diu Claudi Elià.